# 24 Carat Gold
24 Carat Gold je páté kompilační album německé skupiny Scooter. Je to best-of album, které obsahuje 24 největších hitů skupiny. Bylo vydáno roku 2002. Některé z písní na tomto albu byly digitálně upraveny a některé byly zkráceny, aby se všech 24 vešlo na jedno album.

## Seznam skladeb
| Pořadí         | Název                           | Délka |
| -------------- | ------------------------------- | ----- |
| 1.             | Nessaja                         | 3:29  |
| 2.             | Ramp! (The Logical Song)        | 3:54  |
| 3.             | Aiii Shot The DJ                | 3:07  |
| 4.             | Posse (I Need You On The Floor) | 3:31  |
| 5.             | She's The Sun                   | 3:11  |
| 6.             | I'm Your Pusher                 | 3:13  |
| 7.             | Fuck The Millenium              | 3:26  |
| 8.             | Faster Harder Scooter           | 3:21  |
| 9.             | Call Me Mañana                  | 3:21  |
| 10.            | I Was Made For Loving You       | 2:22  |
| 11.            | We Are The Greatest             | 3:14  |
| 12.            | How Much Is The Fish?           | 3:46  |
| 13.            | No Fate                         | 3:08  |
| 14.            | The Age Of Love                 | 2:37  |
| 15.            | Fire                            | 3:03  |
| 16.            | Break It Up                     | 3:26  |
| 17.            | I'm Raving                      | 3:10  |
| 18.            | Rebel Yell                      | 3:24  |
| 19.            | Let Me Be Your Valentine        | 3:18  |
| 20.            | Back In The UK                  | 3:03  |
| 21.            | Endless Summer                  | 3:14  |
| 22.            | Friends                         | 3:10  |
| 23.            | Move Your Ass!                  | 3:38  |
| 24.            | Hyper Hyper                     | 3:30  |
| Celková délka: | Celková délka:                  | 78:36 |